# エドゥアルト・アウグスト・フォン・レーゲル
エドゥアルト・アウグスト・フォン・レーゲル（Eduard August von Regel, または Edward von Regel, Edward de Regel, Édouard von Regel, ロシア語: Эдуард Август Фон Регель, 1815年8月13日 - 1892年4月15日）はドイツの園芸学者、植物学者である。ロシアの帝立植物園の園長を務め、多くの地域から集められた新種の植物の記載を行った。

## 経歴
1815年、ゴータ生まれ。ボン大学で学んだ。ゴータの王立温室庭園 (königlichen Orangeriegarten) のほかゲッティンゲンやボン・ベルリンの植物園で働いた。1842年にスイスに移り、チューリッヒの植物園の園長を務めた。
1855年にサンクトペテルブルクに移り、帝立植物園で働き、1875年から没するまで帝立植物園の園長を務めた。庭園や研究施設の設置を指導し、ロシア園芸学会を設立し副会長を務めた。1875年にサンクトペテルブルク科学アカデミーの准会員となった。イギリスの植物雑誌『カーティス・ボタニカル・マガジン』の111巻は、フォン・レーゲルの業績をたたえて特集された。1892年、サンクトペテルブルクで没した。

## 研究内容・業績
生涯を通じて3,000を越える新種の植物を記載し命名した。多くはロシアで働いた時代に、ロシアの探検隊が極東やアジアから植物園にもたらした植物である。

## ゆかりの植物・死後の顕彰
- フトモモ科の植物Regelia属や、ナス科の種Cestrum regeliに献名されている。

## 家族・親族
- 息子：ヨハン・アルベルト・レーゲルは植物学者、中央アジアの研究者、考古学者である。

## 著書
- Allgemeines Gartenbuch. 2 Bde. (Zürich 1855, 1868)
- Cultur der Pflanzen unserer höheren Gebirge sowie des hohen Nordens : mit 1 Taf. Abb. Enke, Erlangen 1856. (Digitalisat)
- Monographia Betulacearum ..., 1861
- Tentamen florae ussuriensis, 1861
- Alliorum adhuc cognitorum monographia, 1875